# بن هرست
بن هرست (انگلیسی: Ben Hirst؛ زادهٔ ۲۱ اکتبر ۱۹۹۷) بازیکن فوتبال اهل بریتانیا است.
از باشگاه‌هایی که در آن بازی کرده‌است می‌توان به باشگاه فوتبال یورک سیتی و باشگاه فوتبال اسکاربرو اتلتیک اشاره کرد.